# 张百春 (学者)
張百春，（1965年—），中國學者，曾任中國石油大学人文及社会学部副教授，現任北京师范大学哲學與社會學學院教授，講授宗教學、基督教概論等課程，是學院宗教研究所負責人。主攻俄國哲學跟東正教神學跟東西方文化比較。其最後的學歷為俄羅斯聖彼得堡大學哲學系的哲學博士學位。

## 主要著作
《當代東正教神學思想》 ，2000年，上海三聯出版社